# Canthon vazquezae
Canthon vazquezae är en skalbaggsart som beskrevs av Martinez, Halffter och Halffter 1964. Canthon vazquezae ingår i släktet Canthon och familjen bladhorningar. Inga underarter finns listade.